# DVD 슈링크
DVD 슈링크(DVD Shrink)는 DVD 리퍼를 사용하여 DVD 비디오를 백업하는 마이크로소프트 윈도우용 프리웨어 DVD 트랜스코더 프로그램이다. 최종 버전은 3.2.0.15(영어) 및 3.2.0.16(독일어)이다. DVD 슈링크 2010과 같은 다른 모든 버전은 불법이다. DVD 슈링크의 목적은 이름에서 알 수 있듯이 품질 손실을 최소화하면서 DVD에 저장된 데이터의 양을 줄이는 것이다. 단, 일부 품질 손실은 불가피한다(손실 MPEG-2 압축 알고리즘으로 인해). DVD 지역 코드가 제거되고 복사 방지 기능이 우회될 수도 있는 DVD 복사본을 생성한다. 스탬프가 찍힌 DVD는 축소되지 않는 한 쓰기 가능한 DVD에서 사용할 수 있는 것보다 더 많은 공간이 필요할 수 있다. 상업적으로 출시된 많은 비디오 DVD는 듀얼 레이어(8.5GB)이다. DVD 슈링크는 쓰기 가능한 단일 레이어(4.7GB) DVD에 맞는 축소 복사본을 만들 수 있으며, 품질이 약간 저하된 상태에서 비디오를 처리하고 사용자가 외국어 사운드트랙과 같은 원하지 않는 콘텐츠를 삭제할 수 있도록 한다.